# Rudolf Koller

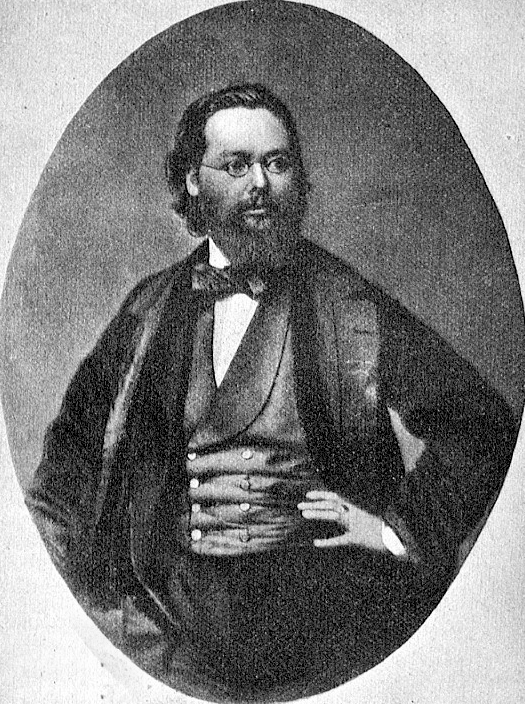
Rudolf Koller, Fotografie von Franz Hanfstaengl, 1858

Johann Rudolf Koller (* 21. Mai 1828 in Zürich; † 5. Januar 1905 ebenda) war ein Schweizer Maler. Bekannt wurde Koller vor allem durch seine Gotthardpost.

## Leben

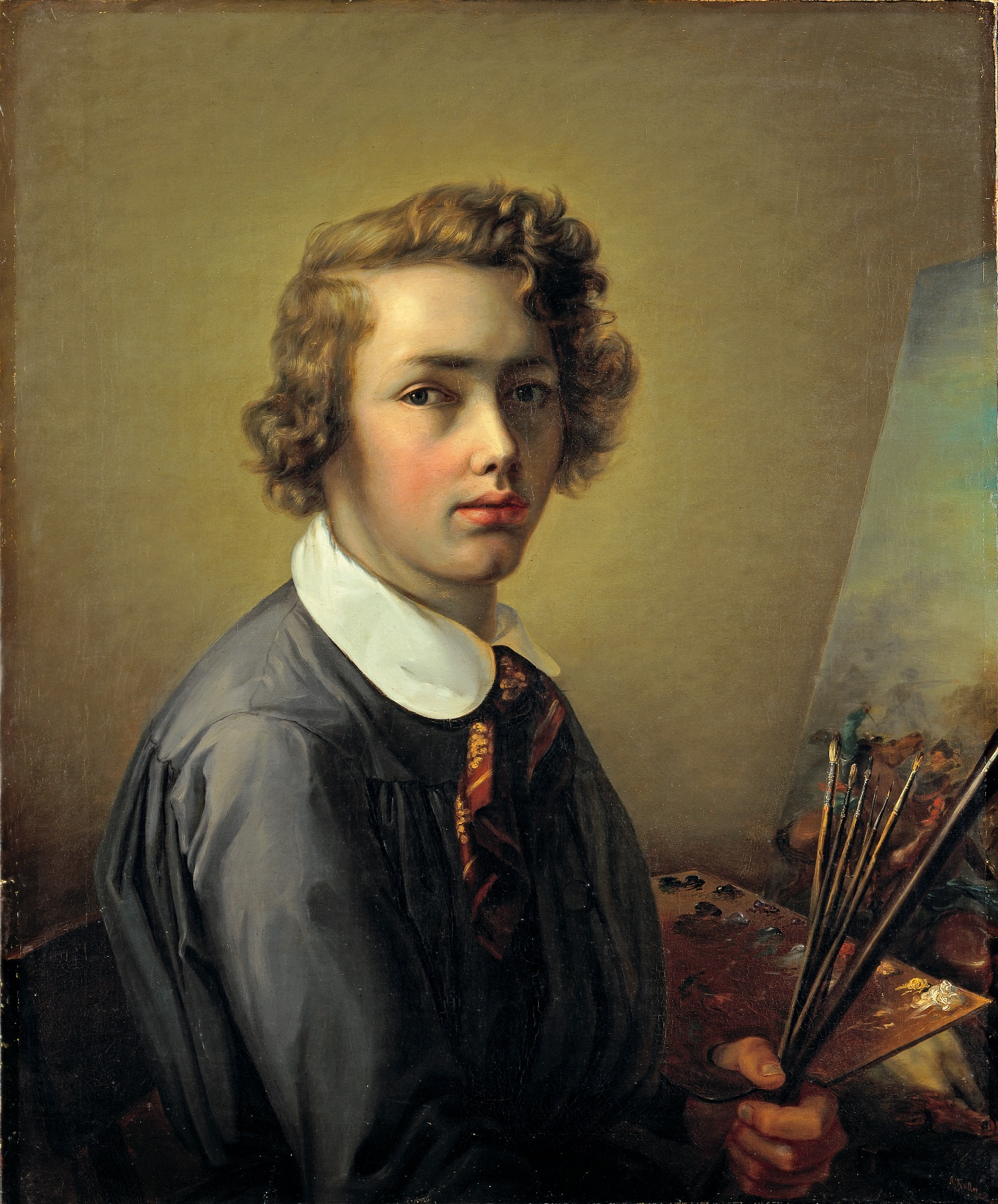
Rudolf Koller, Selbstbildnis mit 16 Jahren, an der Staffelei, 1844

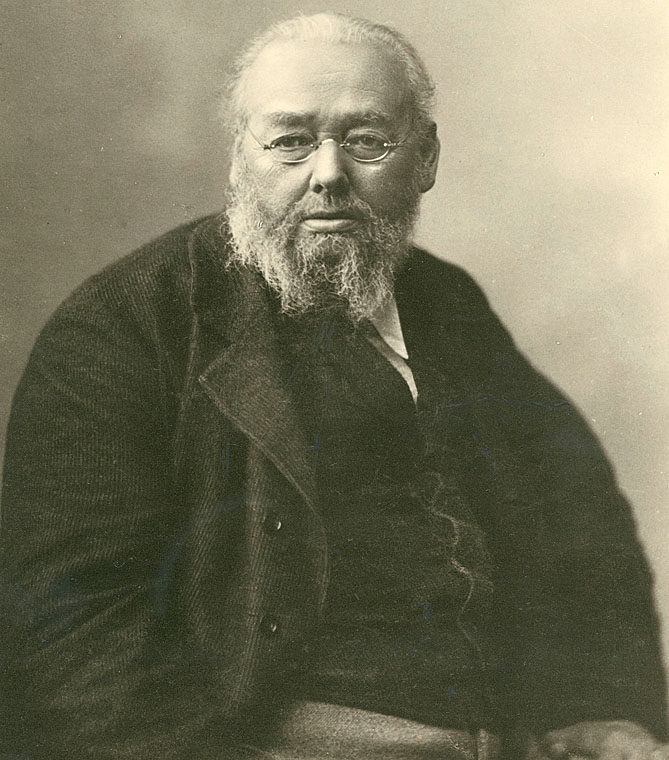
Rudolf Koller, 1888

Koller wurde als Sohn eines Metzgers und Gastwirts und der Schaffhauserin Maria Ursula Forster geboren. Zuerst besuchte er die Privatschule Zum schwarzen Garten, später die Elementarschule zum Fraumünster. Von 1840 bis 1843 ging er auf die Kantonale Industrieschule in Zürich. Bei seinem Onkel, einem Landschaftsmaler, erhielt er seinen ersten Zeichenunterricht. Bereits damals entschied er sich, Pferdemaler zu werden. An Ostern 1843 brach Koller die Schule ab und begann eine Ausbildung bei dem Zeichenlehrer Jacques Schweizer, dem Porträtisten Johann Rudolf Obrist und dem Landschaftsmaler Johann Jakob Ulrich, der ihm die entscheidenden künstlerischen Anregungen vermittelte.

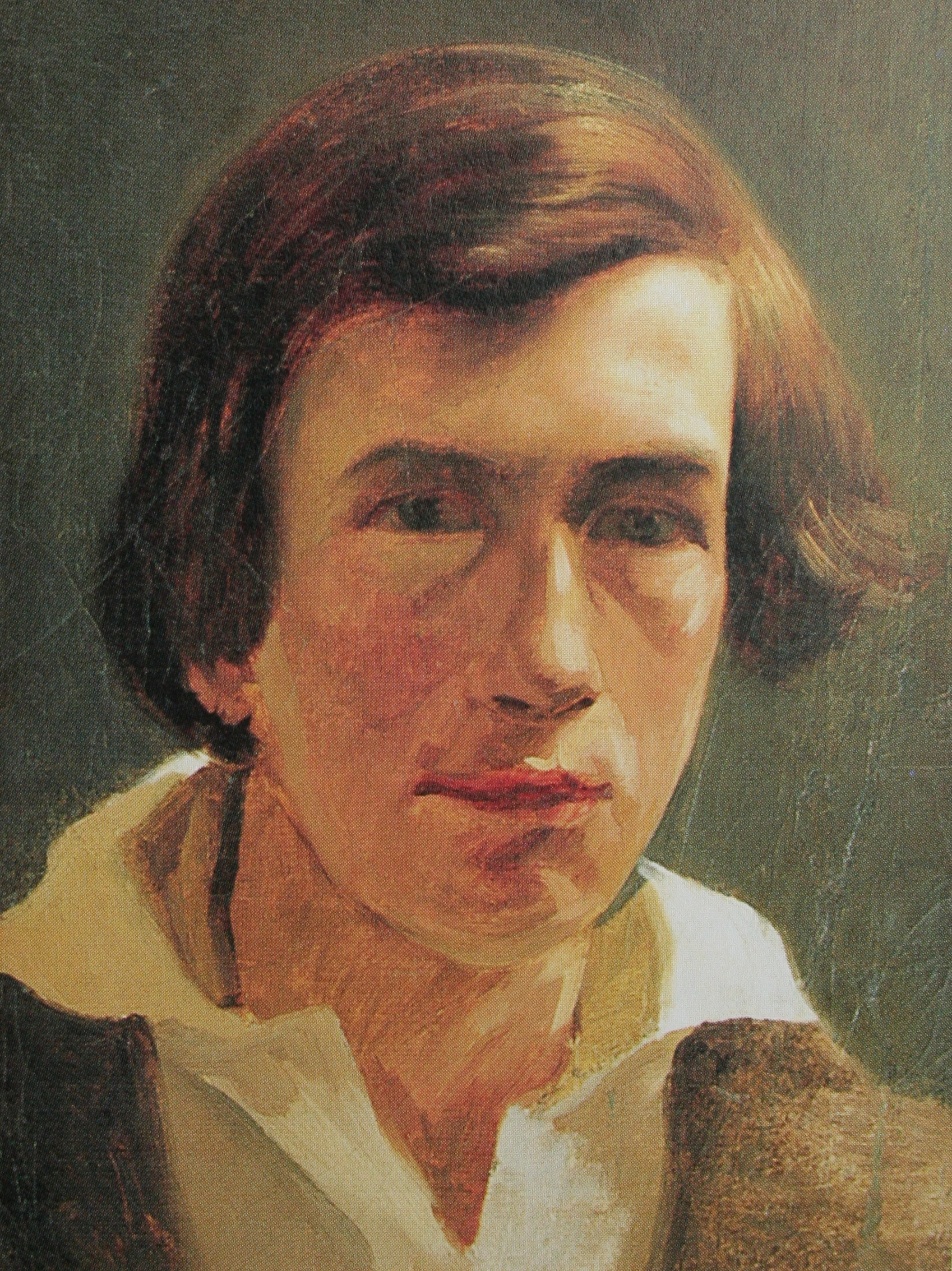
Rudolf Koller,
Bildnis von Arnold Böcklin, 1847, Kunsthaus Zürich, Moserbau 2

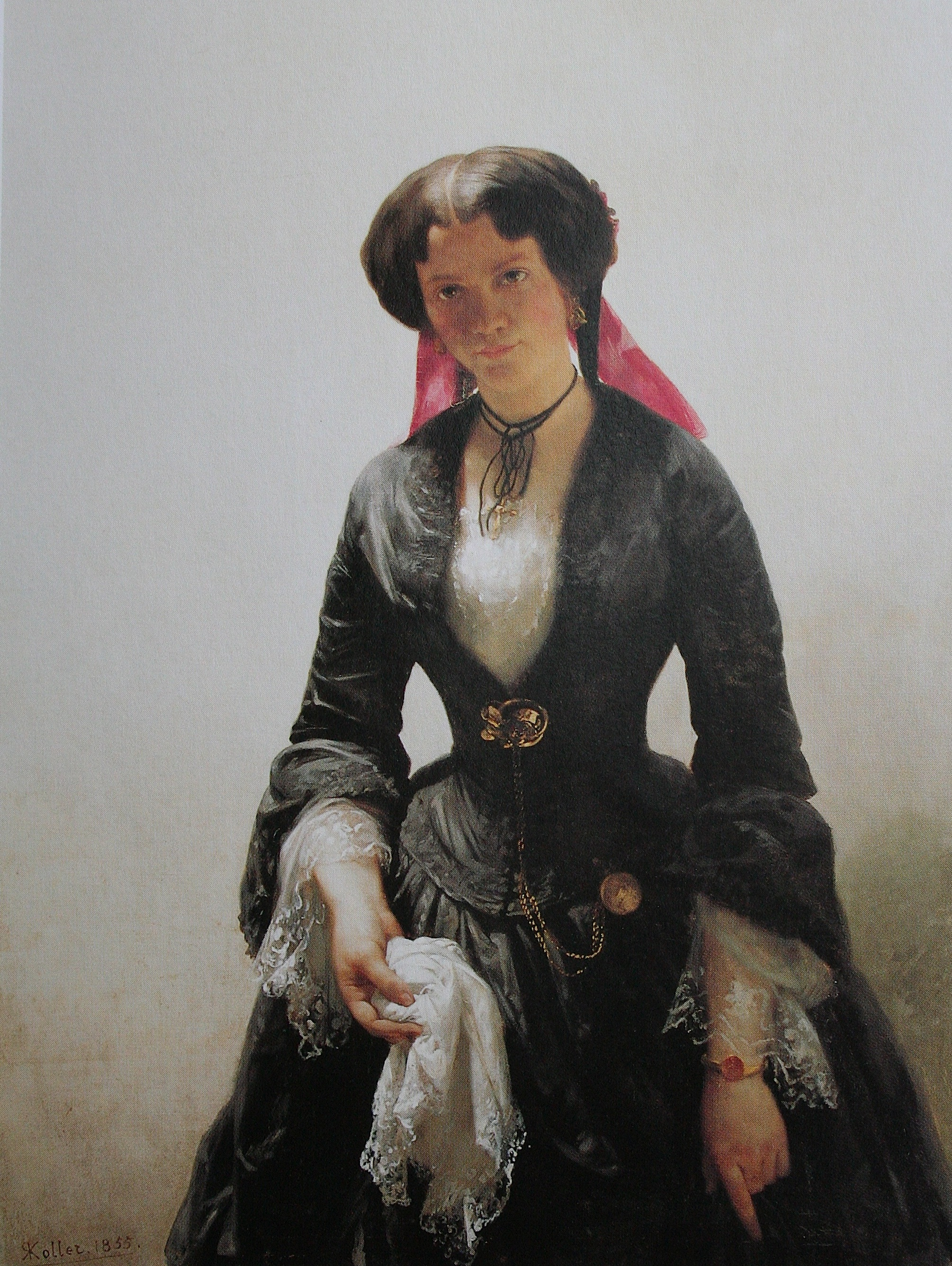
Bertha Schlatter, die Braut des Künstlers, 1855

1845 entstanden in der Nähe von Stuttgart erste Pferdestudien im Gestüt des Königs von Württemberg und Koller erhielt Aufträge für Pferde- und Hundebilder. 1846/47 erfolgte ein Studienaufenthalt in der Figurenklasse von Karl Ferdinand Sohn an der Kunstakademie in Düsseldorf. Dort schloss Koller Freundschaft mit den Malern Arnold Böcklin und Anselm Feuerbach.
1847 reiste Koller mit Böcklin nach Brüssel und fuhr anschliessend alleine weiter nach Antwerpen und Paris, wo er im Louvre niederländische Werke des 17. Jahrhunderts kopierte und die Werke moderner Tiermaler wie Rosa Bonheur und Constant Troyon kennenlernte. Durch die Zuwendung zur französischen Barbizon-Malerkolonie trat das Malen in der freien Natur immer mehr ins Zentrum seines Schaffens. Im April 1848 kehrte Koller, von finanziellen Sorgen geplagt, nach Zürich zurück.
Von 1849 bis 1850 malte er auf dem Hasliberg am Brünig. Später reiste er nach München, wo er die Landschafts- und Tiermaler Johann Gottfried Steffan und Friedrich Voltz kennenlernte. In einem oberbayrischen Gestüt malte er Pferdestudien und reiste für Studienzwecke in das Ötztal und auf die Zugspitze. Ab April 1851 wohnte Koller wieder in Zürich und freundete sich mit den Malern Robert Zünd und Ernst Stückelberg an. Im Mai eröffnete er in Zürich-Oberstrass ein Atelier und erhielt mehrere Aufträge für Tierbilder. 1852/53 malte er – in engem Austausch mit Robert Zünd – Geländestudien am Walensee.
Am 5. Mai 1856 heiratete Koller Bertha Schlatter. Die Hochzeitsreise führte das Paar nach Wien, wo Koller bereits einige Male ausgestellt hatte. 1857 malte er die Kuh im Krautgarten (Kunsthaus Zürich). Er schloss Freundschaft mit dem Schriftsteller Gottfried Keller, dem Kulturhistoriker Jacob Burckhardt und dem Literaturwissenschaftler und Philosophen Friedrich Theodor Vischer. Im Jahr 1855 malte Koller ein Porträt von Bertha Schlatter (Kunsthaus Zürich). Im Spätsommer 1858 weilte Koller in der Gegend der Richisau im Glarnerland, wo das Bild  Richisau entstand.
1862 erwarb Koller das Haus Zur Hornau am damals verwilderten Zürichhorn am Zürichsee. Dort wohnte er bis zu seinem Tod, arbeitete und hielt verschiedene Tiere, um sie möglichst genau studieren zu können. Vom November 1868 bis Juni 1869 reiste Koller für Naturstudien nach Florenz, Rom und Neapel. Ab 1869 nahm er Schüler in sein Atelier auf: die St. Galler Emil Rittmeyer und Traugott Schiess, Charles François Vuillermet aus Lausanne und Adolf Stäbli aus Winterthur.

Plakat zur Ausstellung von 1898 im Künstlerhaus, dem Vorgänger des Kunsthaus Zürich an der Ecke Tal- und Börsenstrasse

1870 brach ein Augenleiden aus, das Kollers Schaffenskraft zunehmend beeinträchtigte. Auf der Höhe seiner künstlerischen Fähigkeiten erreichte ihn 1873 der Auftrag der Direktion der Schweizerischen Nordostbahn. Diese suchte anlässlich der Verabschiedung des Industriellen und Eisenbahnpioniers Alfred Escher ein Geschenk. Koller entschied sich für den Gotthard, dessen Untertunnelung Escher massgeblich initiiert hatte. Die Gotthardstrasse, Naturstudie zeigt als Querformat die leere Passstrasse; das hochformatige Bild  Die zweispännige Gotthardpost bringt eine genaue Studie der Kutsche (noch nicht in voller Fahrt), eine weitere Skizze schliesslich die Anlage der endgültigen Komposition. Die Gotthardpost wurde eine Zusammensetzung aus den Entwürfen und eine Erweiterung des in Panik geratenen Kälbchens. Durch den Kontrast zweier unterschiedlicher Bewegungsabläufe aus der Langsamkeit der Kühe und der Geschwindigkeit der Kutsche erzielte Koller den gewünschten dramatischen Effekt. Die Gotthardpost hängt heute im Kunsthaus Zürich. 1874 malte Koller für die Bank Credit Suisse in Zürich eine Replik davon. Das Gemälde inspirierte Peter von Matt zu seinem Essay Das Kalb vor der Gotthardpost.
Koller war Mitglied der Zürcher Freimaurerloge «Modestia cum Libertate» und der Zürcher Metzgerzunft «Zunft zum Widder».
Zu Kollers siebzigstem Geburtstag fand 1898 in Zürich eine erste grosse Werkausstellung mit über 20'000 Besuchern statt. Im gleichen Jahr wurde Koller die Ehrendoktorwürde der Universität Zürich verliehen. 1900 reiste er zum letzten Mal nach Italien, wo er sich in Fiesole bei Florenz noch einmal mit seinem Freund Arnold Böcklin traf.
Im Jahr 1905 starb Rudolf Koller in der Hornau. Sein Grabmal steht im Friedhof Sihlfeld in Zürich neben Gottfried Keller. Noch im gleichen Jahr erhielt das Kunsthaus Zürich ausgewählte Werke aus dem Nachlass Rudolf Kollers, darunter sieben Gemälde und siebenundsechzig Skizzenbücher aus allen Schaffensperioden des Malers sowie Möbel und Requisiten aus dem Atelier am Zürichhorn. Teile aus seinem Nachlass, wie Briefe, Lebenserinnerungen und Notizbücher befinden sich in der Handschriftenabteilung der Zentralbibliothek Zürich.
Kollers Atelier und Wohnhaus Zur Hornau an der Fröhlichstrasse 1 wurde im Jahr 1938  abgebrochen.

## Werke (Auswahl)
- Liegender Windhund, 1852
- Krautstudie, 1857
- Friedli mit der Kuh, Studie, 1858
- Mittagsruhe, 1860
- Idylle am Hasliberg, 1864
- Zwei kosende Kälblein (Studie zu Herbstweide, 1867)
- Junge auf dem Schimmel, Studie, 1872
- Herbstabend, 1879

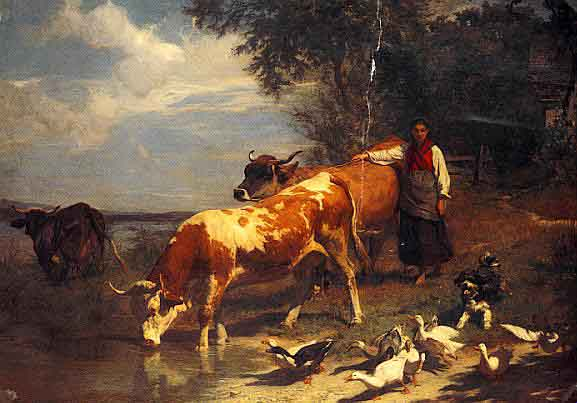
An der Tränke
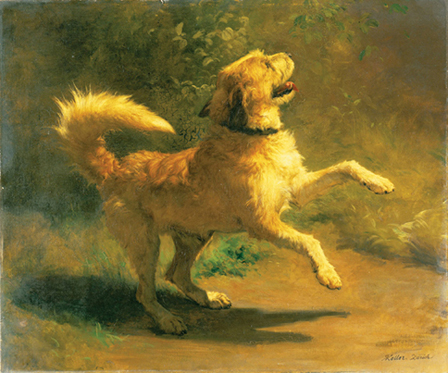
Springender Hund, 1856
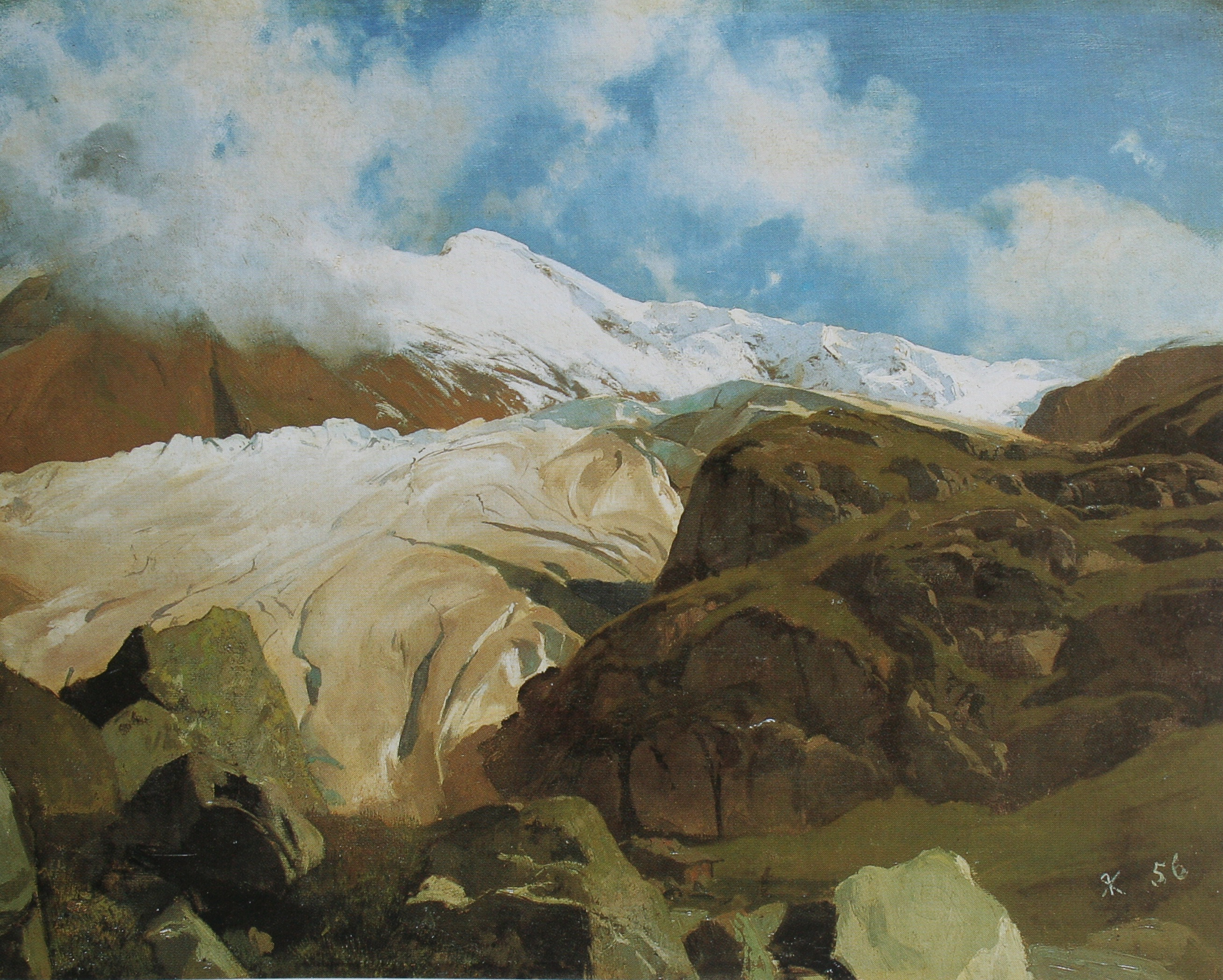
Gletscher am Sustenpass, 1856
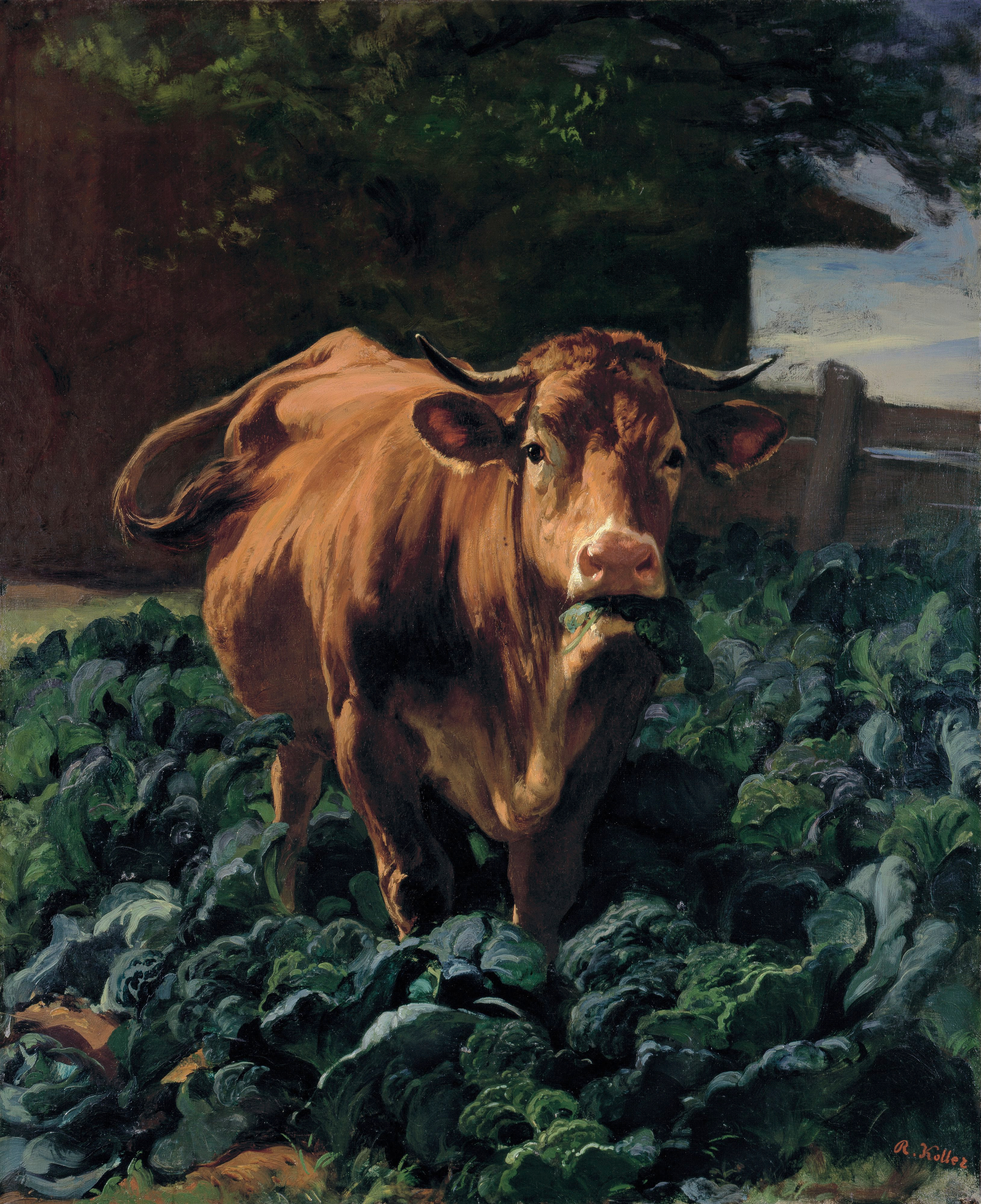
Kuh im Krautgarten, 1857
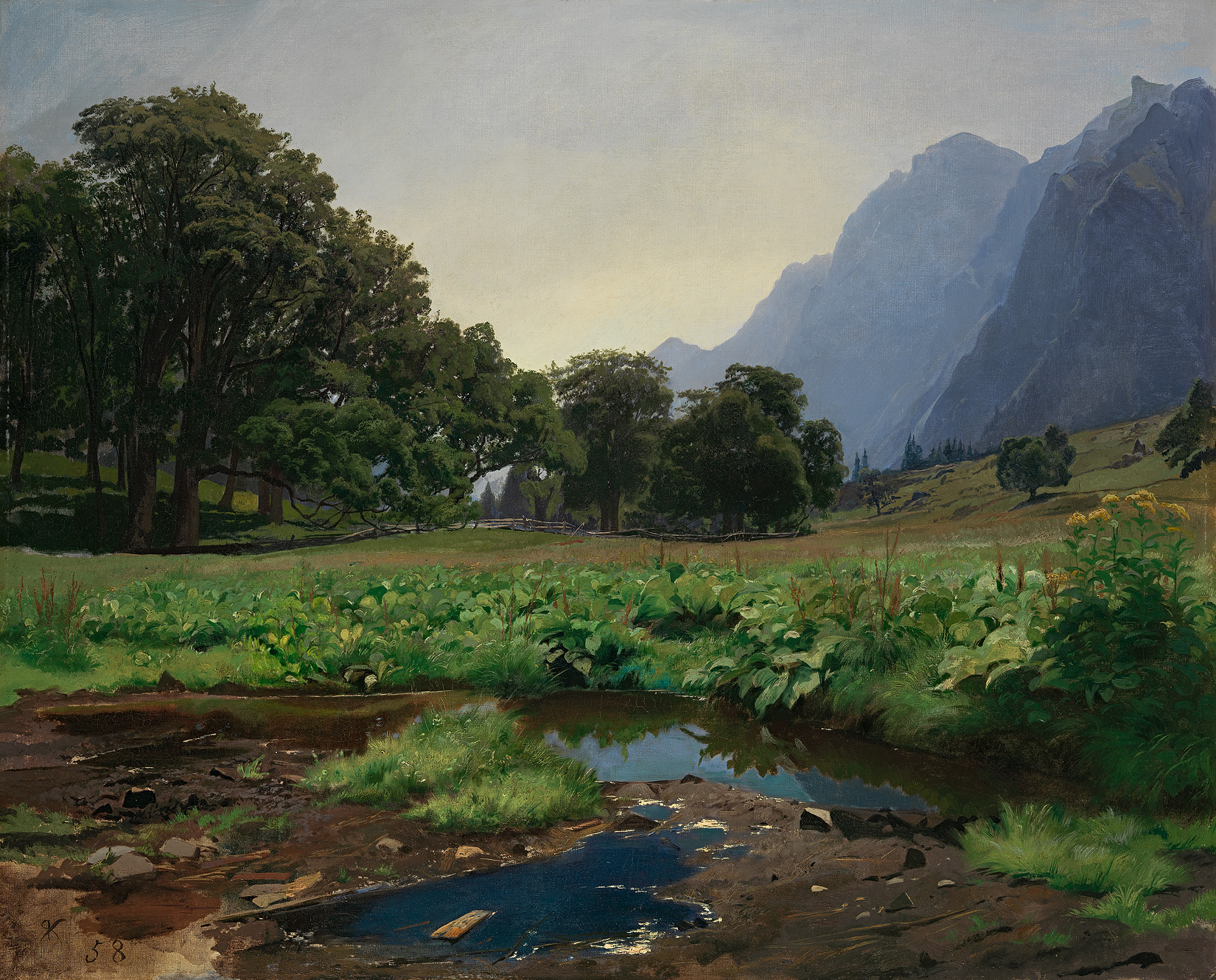
Richisau, 1858
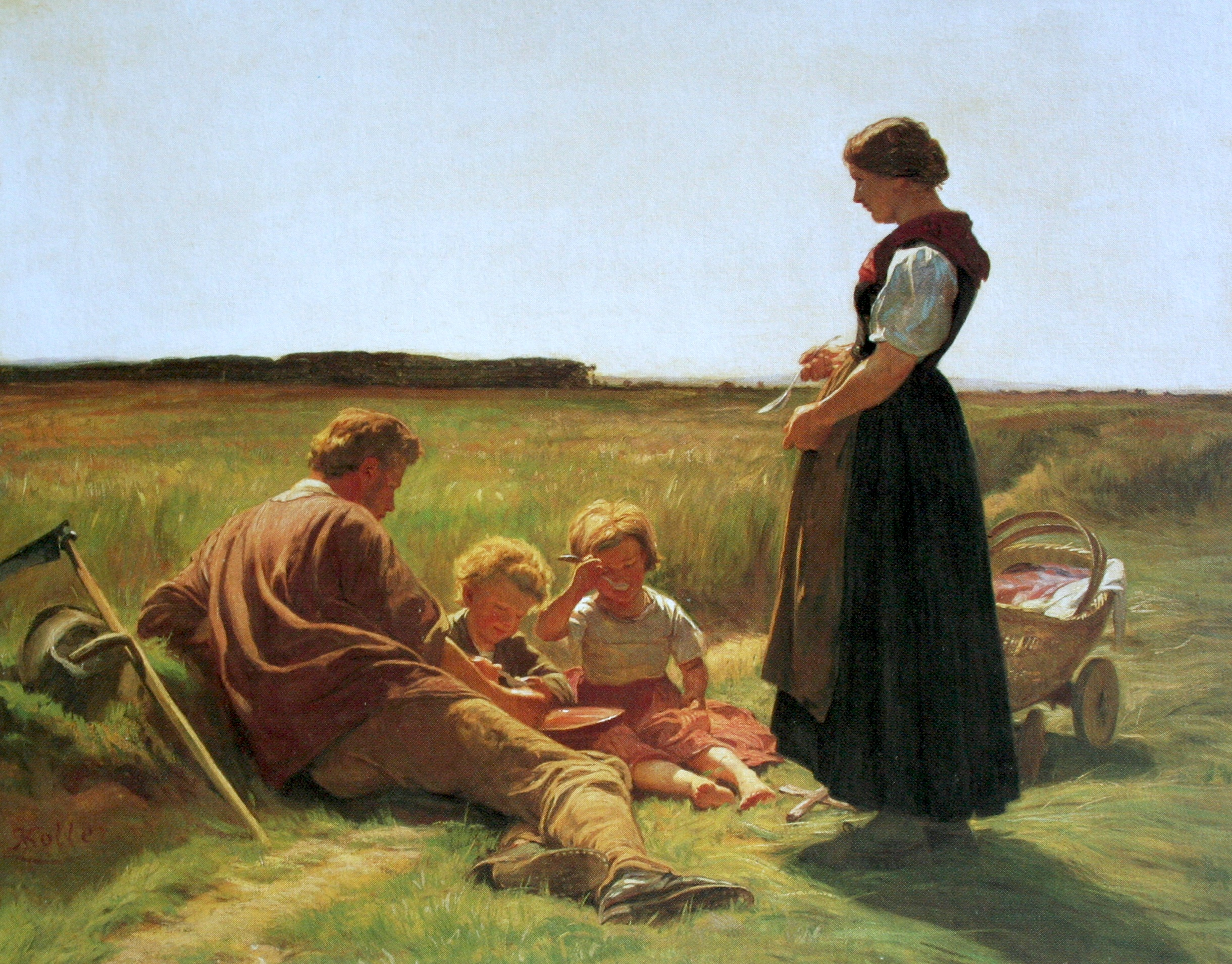
Mittagsmahl auf dem Felde, 1867/1868
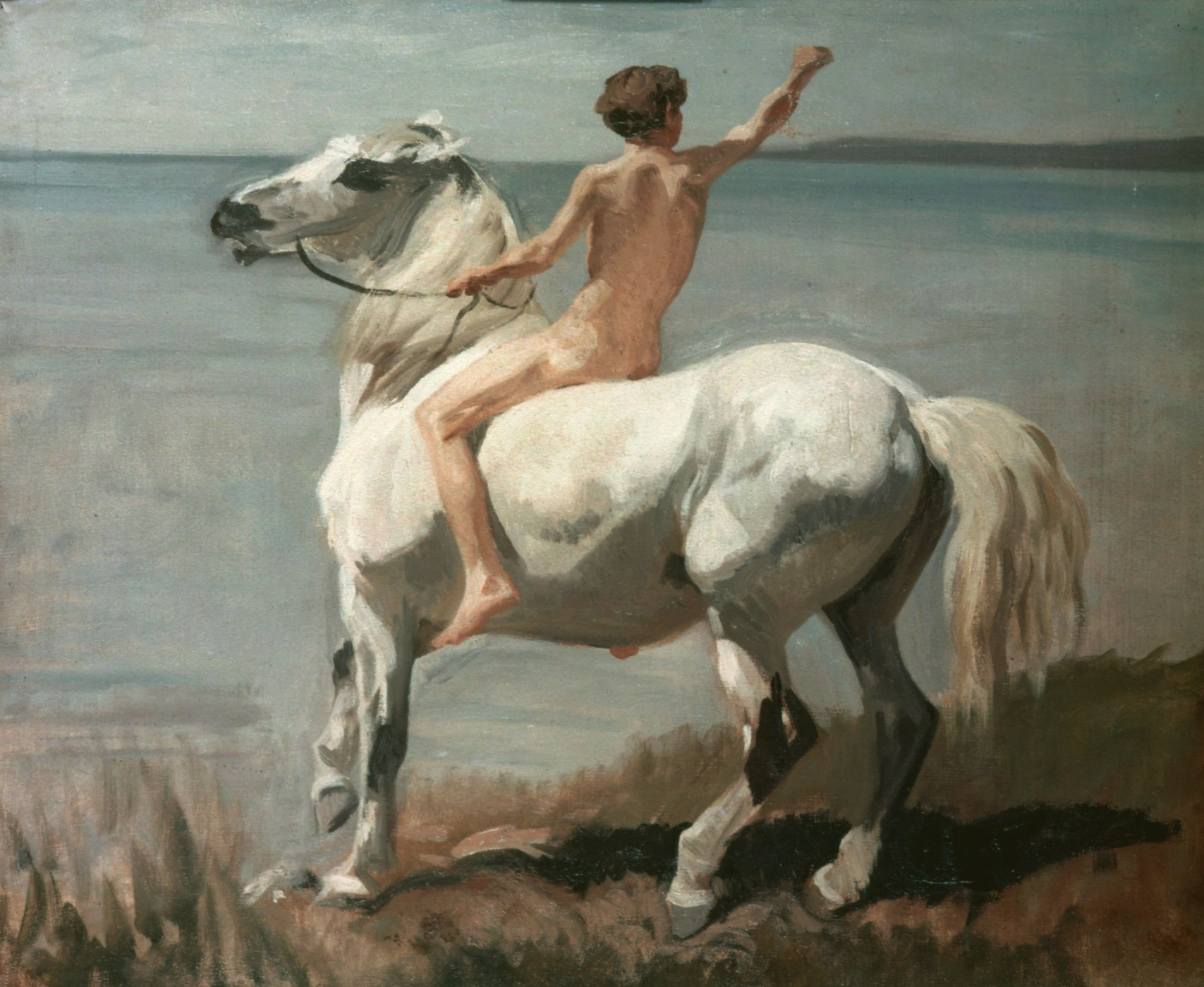
Junge auf dem Schimmel, 1872
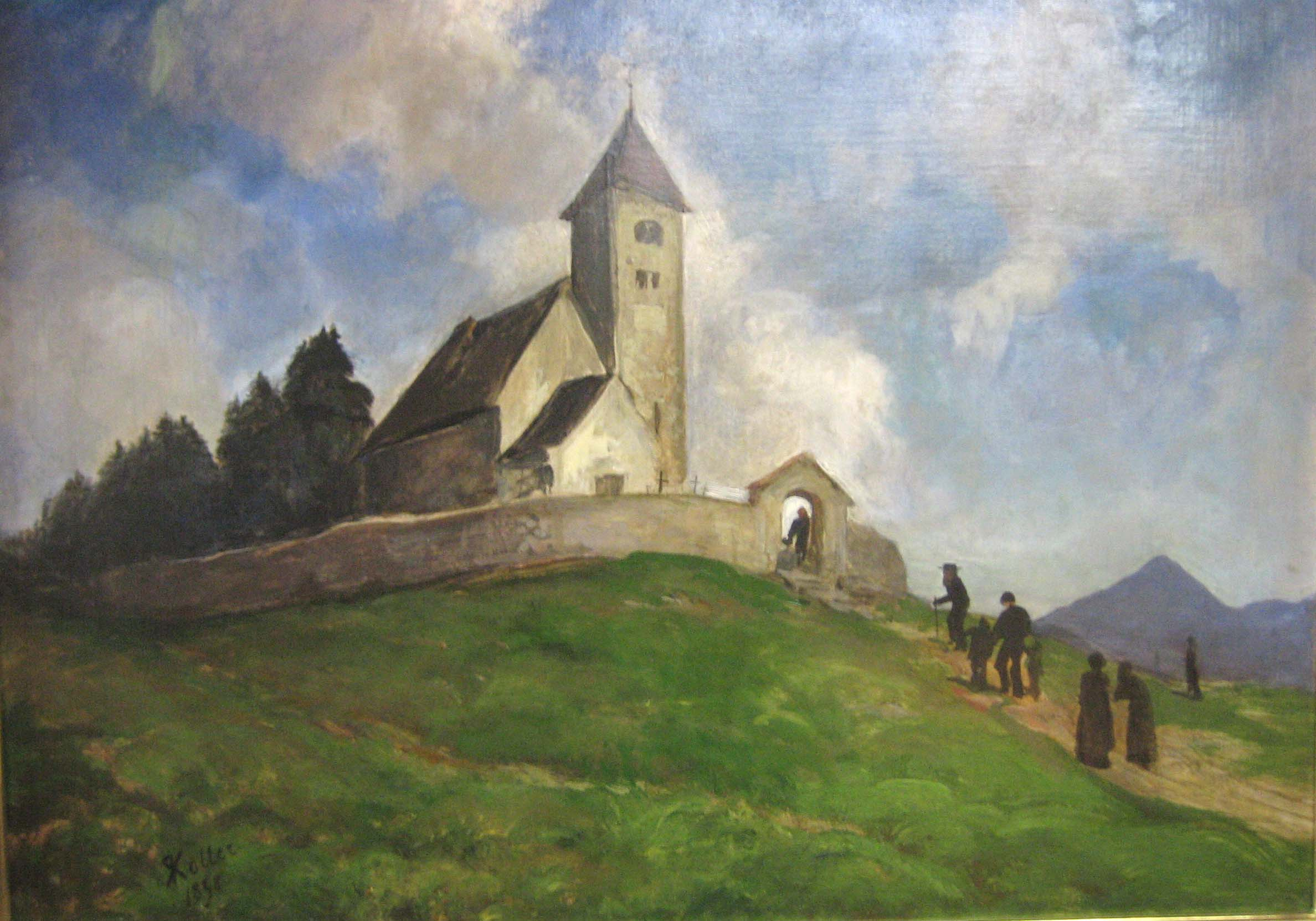
Die Kirche St.Remigius in Falera, 1898